# Oldsmobile (film)
Oldsmobile är en svensk TV-film från 1982 i regi av Kjell Sundvall. Filmen visades i TV för första gången den 22 november samma år.

## Rollista (urval)
- Sif Ruud - Siv Karlsson, änka
- Hans-Eric Stenborg - Albert Johansson, Sivs ungdomskärlek
- Lisskulla Jobs-Berglund - Sara Lundström, Alberts syster, modist
- Kent Andersson - Stig, Sivs son
- Lena Söderblom - Eva, Sivs dotter
- Åsa Bjerkerot - Lisbet, Sivs hemhjälp
- Gunvor Pontén - hemhjälpsinstruktören
- Thomas Oredsson - ena polisen som hjälper Siv hem
- Mats Bergman - busschauffören
- Gunnar Falk - Albert som ung
- Lena T. Hansson - Siv som ung

## Priser och utmärkelser
- 1983 - Locarnos filmfestival (speciellt omnämnande)